# Imata Kabua
Imata Jabro Kabua (Mandato del Pacífico Sur, Imperio del Japón; 20 de mayo de 1943-17 de septiembre de 2019) fue presidente de las Islas Marshall desde el 14 de enero de 1997 al 10 de enero de 2000.

## Biografía
Fue senador de Kwajalein e Iroijlaplap, jefe tribal, desde la muerte de su primo Amata Kabua, 1976 hasta 1996. Fue presidente de Islas Marshall desde 1997 hasta 2000. Después de que haya terminado su mandato como presidente, volvió a ser senador desde 2000 hasta 2004.